# Catherine Rivet
Catherine Rivet (Parijs, 1958) is een Franse actrice en politica.

## Acteren
Rivet was pas 17 jaar oud toen ze haar eerste rol speelde in de film Emmanuelle 2 als Anna Maria in een hoofdrol naast Sylvia Kristel en Umberto Orsini. In 1977 speelde ze in Les Ambassadeurs, een film die de conflicten toonde tussen allochtonen en autochtone Parijzenaars, zoals haar personage Catherine. Haar tweede film was meteen ook haar laatste film.

### Films
- Emmanuelle 2 (1975) -  als Anna Maria
- Les Ambassadeurs (1977) - als Catherine
- Plus beau que moi, tu meurs (1982) - als ?

## Politieke carrière
Nadat ze haar studies had afgerond trad ze in het huwelijk. Samen met haar man stapte ze in de plaatselijke politiek in de regio van Aix-en-Provence.
- Biblioteca Nacional de España: XX1298807
- Bibliothèque nationale de France: cb14220945x (data)
- International Standard Name Identifier: 0000 0000 5983 182X
- Library of Congress Control Number: no2013113715
- Virtual International Authority File: 87068703
- WorldCat: E39PBJj4pBkJB6vdjt4PQk8wG3